# Зауральский
Заура́льский — рабочий посёлок в Еманжелинском районе Челябинской области России, образует Зауральское городское поселение.

## Географическое расположение
Расположен в 7 км от районного центра города Еманжелинска. Рельеф: равнина (Западно-Сибирская низменность); ближайшие высоты 261, 262 и 287 м. Ландшафт: лесостепь. Поселок со всех сторон окружен лесами. В окрестностях есть нескольких мелких озёр, болот.

## История
Решением исполкома Челябинского областного совета депутатов трудящихся от 10 октября 1961 года фактически слившиеся между собой поселок при Еманжелинском механическом заводе и поселок при станции Еманжелинская Еманжелинского района объединены в один населенный пункт с отнесением его к категории рабочих поселков и присвоением наименования: рабочий поселок Зауральский.

## Население
| 1938  | 1964  | 1970  | 1979  | 1983  | 1989  | 1995  |
| ----- | ----- | ----- | ----- | ----- | ----- | ----- |
| 966   | ↗5200 | ↘4426 | ↗6012 | ↗6191 | ↗7926 | ↘7700 |
| 2002  | 2005  | 2006  | 2007  | 2008  | 2009  | 2010  |
| ↗7834 | ↗7995 | ↗8238 | ↘7676 | ↗7839 | ↗8144 | ↘7884 |
| 2011  | 2012  | 2013  | 2014  | 2015  | 2016  | 2017  |
| ↘7882 | ↗7906 | ↘7880 | ↘7875 | ↘7783 | ↘7642 | ↘7525 |
| 2018  | 2019  | 2020  | 2021  | 2023  |       |       |
| ↘7395 | ↘7313 | ↘7274 | ↘6950 | ↘6878 |       |       |

## Экономика
В посёлке действует Еманжелинский механический завод (выпускает ходовые части для тракторов, выпускаемых Челябинским тракторным заводом), завод автоклавного газобетона (выпускает продукцию под маркой «Инси-Блок»).

## Транспорт
В посёлке расположена железнодорожная станция Еманжелинск (участок  Челябинск — Троицк Уральской железнодорожной рокады).